# Oakland (Kentucky)
Pour les articles homonymes, voir Oakland.
La ville d’Oakland est située dans le comté de Warren, dans l’État du Kentucky, aux États-Unis. Sa population s’élevait à 225 habitants lors du recensement de 2010, estimée à 234 habitants en 2016.

## Source
- (en) Cet article est partiellement ou en totalité issu de l’article de Wikipédia en anglais intitulé « Oakland, Kentucky » (voir la liste des auteurs).